# Artur Naifonov
Artur Edikovich Naifonov (en ruso: Артур Эдикович Найфонов; Nizhnevártovsk, 10 de mayo de 1997) es un deportista ruso que compite en lucha libre.
Participó en los Juegos Olímpicos de Tokio 2020, obteniendo una medalla de bronce en la categoría de 86 kg.
Ganó dos medallas de bronce en el Campeonato Mundial de Lucha, en los años 2019 y 2021, y cuatro medallas en el Campeonato Europeo de Lucha entre los años 2018 y 2025.

## Palmarés internacional
| Juegos Olímpicos   | Juegos Olímpicos        | Juegos Olímpicos  | Juegos Olímpicos |
| Año                | Lugar                   | Medalla           | Categoría        |
| ------------------ | ----------------------- | ----------------- | ---------------- |
| 2020               | Tokio (Japón)           | Medalla de bronce | 86 kg            |
| Campeonato Mundial |                         |                   |                  |
| Año                | Lugar                   | Medalla           | Categoría        |
| 2019               | Nursultán (Kazajistán)  | Medalla de bronce | 86 kg            |
| 2021               | Oslo (Noruega)          | Medalla de bronce | 86 kg            |
| Campeonato Europeo |                         |                   |                  |
| Año                | Lugar                   | Medalla           | Categoría        |
| 2018               | Kaspisk (Rusia)         | Medalla de oro    | 86 kg            |
| 2020               | Roma (Italia)           | Medalla de oro    | 86 kg            |
| 2021               | Varsovia (Polonia)      | Medalla de oro    | 86 kg            |
| 2025               | Bratislava (Eslovaquia) | Medalla de bronce | 86 kg            |